# Marcelo Ribeiro (jurista)
Marcelo Henriques Ribeiro de Oliveira (Brasília, 1 de maio de 1963) é um advogado brasileiro, ex-ministro do Tribunal Superior Eleitoral.
Filho do ex-ministro do Superior Tribunal de Justiça Eduardo Andrade Ribeiro de Oliveira e da juíza do Distrito Federal Maria Carmen Henriques Ribeiro de Oliveira,  Marcelo Ribeiro formou-se em Direito em 1985, na Universidade de Brasília.
Advogado com atuação predominante nos tribunais superiores e Supremo Tribunal Federal, foi conselheiro da Ordem dos Advogados do Brasil desde 1991 até 2010. No Conselho Federal da OAB, presidiu a Comissão Nacional de Estudos Constitucionais, a Comissão de Defesa da Concorrência, a Comissão de Estudo da Legislação Processual Civil, bem como foi membro titular de outras comissões. Participou de várias bancas de concursos públicos, entre elas as de Juiz Federal e Procurador da República.

## TSE
Em 18 de novembro de 2004, após ter integrado várias listas tríplices elaboradas pelo Supremo Tribunal Federal, foi nomeado pelo presidente Luiz Inácio Lula da Silva para o cargo de ministro substituto do Tribunal Superior Eleitoral na classe dos advogados, em vista da efetivação de Carlos Eduardo Caputo Bastos. Em 2007, foi reconduzido ao mesmo cargo, que exerceu até 29 de abril de 2008, quando, após inclusão em lista pelo STF e nomeação do presidente Lula, assumiu o cargo de ministro titular da corte, em vaga aberta pela saída de José Gerardo Grossi.
Em 2010 foi reconduzido para seu segundo e último mandato no TSE, que findou em 30 de abril de 2012. 
Em 2007, quando o TSE examinou se a mudança de partido por parte de políticos acarretaria a perda de seus mandatos, foi o único voto vencido. Sustentou que a Constituição de 1967/69 contemplava tal perda de mandato, mas que a de 1988 retirou esta hipótese. Baseou-se em precedente do Supremo Tribunal Federal que, após o advento da atual Constituição, afirmou não existir mais a perda de mandato por infidelidade partidária decorrente da mudança injustificada de partido político.
No ano de 2010, apreciando a Lei da "Ficha Limpa", votou pela sua inaplicabilidade às eleições daquele ano, em razão da norma inscrita no artigo 16 da Constituição Federal, que afirma só poder ser aplicada a lei que alterar o processo eleitoral um ano após sua publicação. Seu entendimento, vencido no TSE, prevaleceu no Supremo Tribunal. Entendeu, também, que a Lei da "Ficha Limpa" só se aplicaria aos fatos ocorridos após sua vigência, sob pena de incidir em vedada retroatividade. Quando apreciou caso de político que, no ano de 2001, renunciou a mandato de senador, mostrou-se absolutamente contrário à aplicação da lei ao fato em questão, ocorrido cerca de nove antes da edição da norma. Ficou vencido na Corte, ao lado do Ministro Marco Aurélio, do STF.
Na advocacia eleitoral, destacou-se na defesa de Fernando Henrique Cardoso, então candidato à Presidência da República em 1994, e na de Aécio Neves, que concorreu ao mesmo cargo em 2014. 